# Río Acre
El río Acre o Aquiry es un río amazónico internacional, cuyo curso discurre formando frontera primero entre el Perú y Brasil, luego entre Bolivia y Brasil, y adentrándose luego en este último país donde tiene su mayor recorrido. Es un afluente del río Purús. Tiene una longitud de 1190 kilómetros.
Sus aguas bañan la región peruana de Madre de Dios, el departamento boliviano de Pando y los estados brasileños de Acre y Amazonas. Su mayores afluentes son los ríos brasileños del río Antimari, río Xumarí y el río Branco.

## Longitud recorrida por país
- Perú -  Brasil (144 km)
- Bolivia -  Brasil (180 km)
- Brasil (866 km)